# Power (песня Канье Уэста)
«Power» (стилизовано как «POWER»; с англ. — «Власть») — песня американского рэпера Канье Уэста, выпущенная в качестве первого сингла с его пятого студийного альбома My Beautiful Dark Twisted Fantasy. Композиция исполнена совместно с американским соул-певцом Dwele, продюсером стал S1. В основе «Power» лежат сэмплы трёх композиций: «21st Century Schizoid Man» британской прогрессив рок-группы King Crimson, «Afromerica» французской диско-группы Continent Number 6 и «It’s Your Thing» американской фанк-группы Cold Grits.
«Power» стал первым синглом, выпущенным рэпером после инцидента на MTV Video Music Awards 2009, ознаменовав возвращение Уэста к музыке. Он был выпущен в iTunes Store 1 июля 2010 года и дебютировал на 22-й строчке чарта Billboard Hot 100, позже став дважды платиновым в США. Многие издания, среди которых Time, Pitchfork, Spin и Rolling Stone, включили «Power» в свои списки лучших песен 2010 года. Также она была номинирована на лучшее рэп исполнение на 53-й церемонии вручения премии «Грэмми».

## Предыстория
2009 год был непростым для Канье Уэста. Его четвёртый, синти-поп-альбом 808s & Heartbreak, выпущенный в конце 2008 года после смерти его матери, получил смешанные отзывы критиков. Однако более крупным событием стала его выходка на MTV Video Music Awards 2009, в ходе которой он вышел на сцену, когда Тейлор Свифт получала награду, отобрал у неё микрофон, и заявил, что награду должна была получить Бейонсе. Сам Уэст утверждает, что причиной стало переутомление. После данной выходки, за которую его критиковали многие знаменитости, рэпер взял паузу в работе над музыкой и сосредоточился на дизайне одежды. Однако вскоре он отправился на Гавайи, где начал работу над своим пятым альбомом, My Beautiful Dark Twisted Fantasy. Композиция «Power» стала первым синглом с данного альбома. Позже Уэст назвал My Beautiful Dark Twisted Fantasy «альбомом-извинением», а «Power» — своей «наименее прогрессивной песней», выпущенной в качестве сингла.

## Создание
Несмотря на то, что у Уэста в студии над альбомом работали различные известные продюсеры, инструментал композиции «Power» был создан менее известным далласским продюсером S1. Изначально он предназначался для друга Уэста, рэпера Rhymefest. Однако тот показал инструментал Уэсту и он ему очень понравился. Уэст пригласил S1 к себе в студию на Гавайи, где показал ему незаконченную версию «Power». Через месяц он пригласил его ещё раз, показав «отшлифованную» версию.
В документальном фильме Something from Nothing: The Art of Rap Уэст утверждает, что до My Beautiful Dark Twisted Fantasy он не писал тексты заранее и называет «Power» переломным моментом. «Я не писал тексты для своих первых четырёх альбомов. Я сразу заходил в кабинку [и сочинял на ходу]. Но на своём последнем альбоме, My Beautiful Dark Twisted Fantasy, я писал. Я убедил себя, что моя жизнь зависит от успеха данного альбома». Также рэпер заявляет, что на сочинение текста «Power» он потратил 5000 часов и что он хотел создать композицию, которая будет вдохновлять людей, взяв за основу свои композиции «Stronger» и «Good Life».
Название «Power» взято из фразы, сказанной полицейским о Малкольме Икс — «никто не должен обладать столь большой властью». Данная цитата также используется в припеве песни.

## Особенности композиции
«Power» ознаменовала возвращение Уэста к хип-хопу после 808s & Heartbreak. Музыкальные критики отмечали «мрачное», «странное», «апокалиптическое», но в то же время «бодрящее» звучание композиции. В основе «Power» лежат сэмплы, взятые из трёх композиций: «Afromerica» французской диско-группы Continent Number 6, из которой были взяты хлопки и возгласы, «21st Century Schizoid Man» британской прогрессив рок-группы King Crimson, используемая в припеве, и «It’s Your Thing» американской фанк-группы Cold Grits, из которой была взята партия ударных. «Power» включает в себя элементы предыдущих работ Уэста: милитаристские выкрики «Jesus Walks» с альбома The College Dropout, ударные в стиле «Crack Music» с Late Registration и атмосферное звучание клавишных и струнных инструментов из 808s & Heartbreak. Pitchfork назвал «Power» «взглядом назад, звучащим при этом свежо».
Текст данной композиции, названный Rolling Stone «классическим Канье», содержит элементы, присутствовавшие в его предыдущих работах. Pitchfork назвал «Power» «несомненно захватывающей работой, полной самомнения, даже для жанра, основой которого являются хвастовство и самолюбование».

## Релиз
28 мая 2010 года незавершённая версия композиции «Power» утекла в интернет. 2 июня была выпущена завершённая версия, вместе с дополнительной обложкой. 1 июля сингл стал доступен в онлайн-магазине iTunes Store. Он дебютировал на 22-й строчке чарта Billboard Hot 100. В сентябре 2010 года «Power» была выпущена в виде picture disc — виниловой пластинки, с нанесённым на неё изображением с обложки сингла.

### Обложки
Обложка сингла «Power» была создана американским художником Джорджем Кондо, автором обложки для My Beautiful Dark Twisted Fantasy. На ней изображена отрубленная голова Уэста с короной, через левое ухо в которую вставлен меч. Брэд Вит (англ. Brad Wete) из Entertainment Weekly, описывая обложку, пишет: «Под конец [композиции] Уэст спрашивает: „Хватит ли тебе сил, чтобы отпустить власть?“. Мне кажется, что данным изображением он подразумевает, что у него хватит». Также была создана дополнительная обложка, на которой изображено искажённое лицо Уэста с несколькими открытыми ртами. По мнению The Awl, данная обложка является самокритикой Уэста, метафорой, с помощью которой он признаётся, что слишком много говорит на публике.

### Ремикс

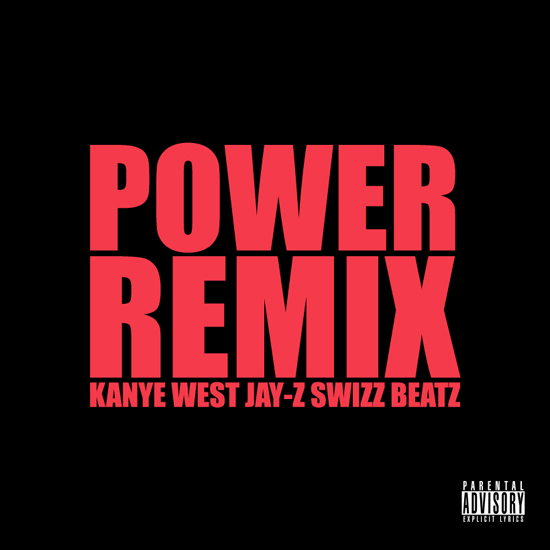
Обложка ремикса «Power»

Незадолго до выхода My Beautiful Dark Twisted Fantasy Канье Уэст запустил промоакцию GOOD Fridays — еженедельную бесплатную раздачу новых композиций. Каждую пятницу он выпускал новые песни, записанные с артистами созданного им лейбла, GOOD Music, а также другими музыкантами, с которыми он сотрудничал ранее. Ремикс на «Power» стал первой композицией, выпущенной в рамках данной акции. Дата выпуска ремикса, 13 августа 2010 года, была объявлена в эфире радио Hot 97. Также было объявлено, что в записи ремикса принял участие друг Уэста, рэпер Jay-Z. Однако дата выхода была перенесена на 20 августа. Ремикс был впервые представлен в эфире Hot 97. Его продюсером стал Swizz Beatz. Он значительно изменил вторую половину ремикса, использовав в ней сэмпл композиции «The Power» евродэнс-группы Snap!.

## Выступления

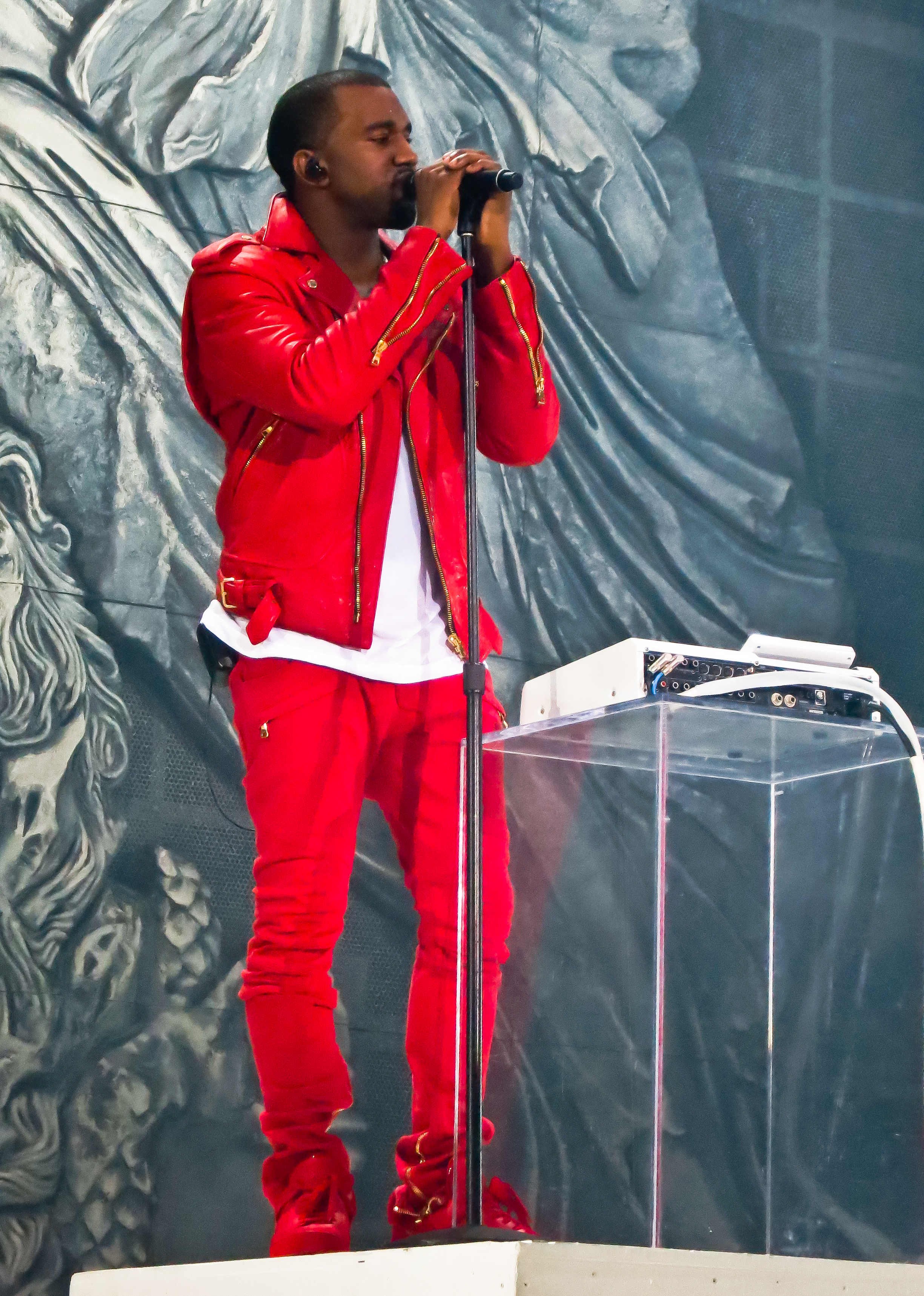
Выступая с композицией «Power», Канье Уэст часто надевал красный костюм со своими сникерами Nike Air Yeezy 2 “Red October”

«Power» впервые была представлена 28 июня 2010 года, на церемонии вручения премии BET Awards 2010. Выступление рэпера на вершине искусственного вулкана было отмечено критиками: MTV назвал его «торжественным», Complex — «чрезмерно уверенным, достойным полученных оваций», а Consequence of Sound — «полным уверенности и энергии».
2 октября Уэст исполнил «Power» на Saturday Night Live. Для данного выступления рэпер изменил текст одного из куплетов: композиция, записанная после выпуска скетча, в котором изображалась его выходка на MTV VMA 2009, содержала строчку «к чёрту SNL и всю их съёмочную группу!». Во время выступления в своём красном костюме вокруг него танцевали балерины, одетые в белое. Сцена, на которой он выступал, также была покрыта белой тканью. Данное выступление стало первым за 35-летнюю историю шоу, когда исполнителю позволили изменить внешний вид сцены. Spin назвал данное выступление одним из самых уникальных за всю историю шоу, а MTV отметил, что Уэст «выглядел победителем на сцене» и что он «пришёл, увидел, победил».
В сентябре 2010 года Уэст выступил в Нью-Йорке, в рамках совместного тура Эминема и Jay-Z The Home & Home Tour. Уэст и Jay-Z исполнили ремикс «Power», а также композицию «Monster». В ноябре Уэст выступил на MTV Europe Music Awards 2010, где совместно с группой 30 Seconds to Mars исполнил их композицию «Hurricane», после чего исполнил композицию «Power». Уэст также исполнял данную композицию во время совместного с Jay-Z концертного тура Watch the Throne. В 2011 году рэпер исполнил «Power» на музыкальном фестивале Коачелла. Сам Уэст утверждает, что это было «самое важное» выступление с момента смерти его матери и что он создавал данную композицию чтобы исполнить её именно на этом фестивале. MTV назвал данное выступлением «одним из самых запоминающихся выступлений» в истории фестиваля, в то время как Rolling Stone, назвав «Power» «одной из самых грандиозных песен» Уэста, заявил, что данное выступление было одним из основных в программе рэпера.

## Музыкальное видео
The New York Times впервые опубликовала информацию о клипе на композицию «Power». Само видео было представлено 5 августа 2010 года на телеканале MTV. Режиссёром 90-секундного клипа стал Марко Брамбилла.
Видео начинается с того, что в кадре появляется Канье Уэст, смотрящий в камеру ярко светящимися глазами. Камера медленно отдаляется от него, показывая зрителю надетую на него крупную золотую цепь со столь же крупной подвеской в форме головы египетского бога Хора. Камера продолжает отдаляться, после чего становится видно, что Уэст стоит в коридоре с чёрными колоннами, окружённый женщинами, изображёнными в образе различных богинь. С обеих сторон от него стоят женщины с посохами, изображённые в виде египетских богинь Исиды и Хатхор, стучащие этими посохами о пол в такт музыке. Над головой рэпера висит Дамоклов меч. В это же время с разных сторон на него прыгают два человека, замахиваясь мечами. Камера переходит на других персонажей, после чего возвращается к Уэсту. Все фигуры, кроме двух с мечами, исчезают. Их мечи сходятся в одной точке над головой рэпера, после чего клип заканчивается и на экране появляется надпись «POWER».
Сам Уэст назвал данный клип «движущейся картиной». Entertainment Weekly назвал его «короткой, сбивающей с толку волной образов, оставляющей многое воображению». Режиссёр клипа, Марко Брамбилла, отметил, что темой клипа является грехопадение и что он является визуальной метафорой, отсылающей к инциденту на MTV VMA 2009. Рэпер также утверждал, что данный клип является трейлером к более крупной работе, однако она так и не была выпущена. MTV заявил, что «„Power“ изменил то, как мы смотрим на музыкальное видео — это не просто клип, это монтаж современного искусства, включающий в себя множество различных египетских образов и возможных отсылок к „Сотворению Адама“ Микеланджело». Данный клип получил две номинации на премии MTV Video Music Awards 2011: за лучшие спецэффекты и за лучшую художественную работу.

## Реакция критиков
Композиция «Power» получила положительные отзывы критиков, многие из которых называли её одним из лучших синглов Уэста, среди выпущенных за последние годы. Rolling Stone назвал её лучшим синглом со времён «Stronger». Billboard отметил «основанный на рок-музыке продакшн, запоминающиеся рифмы и неизменный характер» и назвал её «взрывным синглом». Pitchfork назвал её «экзальтацией», в которой сошлись различные личности Уэста. PopMatters отметил огромное количество деталей, добавленных в альбомную версию композиции «Power». HipHopDX назвал данную композицию «одним из лучших моментов альбома» и заявил, что «таким Канье Уэст запомнится среди любителей лирики лучше всего». The A.V. Club назвал «Power» «потрясающим синглом, лучше всего показывающим видение Уэста» и отметил «оживлённую перкуссию и заманчивые электрогитары». BBC Music назвал её «блестяще помпезной». Slant Magazine отметил, что «Power» не похожа по звучанию на другие хип-хоп-композиции своего времени. «Мизантропическая „Power“ оттолкнёт от себя тех, кто ждёт ещё одного жизнерадостного хита вроде „Hey Mama“», — пишет автор рецензии.
«Power» также была отмечена Грегом Лейком — участником группы King Crimson, вокалистом и бас-гитаристом, принявшим участие в записи композиции «21st Century Schizoid Man». Когда в интервью его спросили, что он думает о сэмплинге, он ответил: «Что меня очень поразило, так это важность „21st Century Schizoid Man“ в наши дни. Знаете, она всё ещё звучит свежо. Она всё ещё актуальна. Это очень приятно, спустя столько лет. Она когда была записана, 40, 50 лет назад? Не знаю, но она очень старая. Стара как я! Но мне очень приятно слышать, что она ещё используется столь современным артистом». В интервью Rolling Stone, он добавил: «В какой-то степени, для меня она всё ещё звучит современно. Мне кажется, что если вы услышите, что Канье Уэст использует её или добавляет в свою песню, это значит, что она актуальна. Он [в ней] говорит о том, в каком сумасшедшем мире мы живём. Это всё ещё правда, как и раньше. Это огромная честь [для меня]». Во многом благодаря тому, что Уэст использовал её, «21st Century Schizoid Man» стала любимой песней Лейка, которой он открывает свои сольные концерты.

### Награды
Pitchfork поместил «Power» на шестое место в списке 100 лучших песен 2010 года. Rolling Stone поместил её на 40-е место в списке 50 лучших песен года. Spin отметил её в своём списке 20 лучших песен года. MTV News поместил «Power» на третью строчку в списке 25 лучших песен года, назвав её «дефинитивным синглом» с «одного из лучших альбомов года». Time назвал её одной из 10 лучших песен года. Complex поместил её на шестое место в списке лучших песен года, назвав её «рычанием льва, целью которого было показать, на что способен Канье» и отметив, что «со всей той замечательной музыкой, что Канье выпустил в этом году, вы могли забыть, насколько великолепна была „Power“». В ноябре 2011 года в Pazz & Jop, ежегодном опросе критиков, проводимом журналом The Village Voice, критики поместили «Power» на пятое место в списке лучших синглов года.
Поскольку «Power» была выпущена до августа, когда производится отбор работ для премии «Грэмми», она стала единственной работой Уэста, попавшей в номинации 53-й церемонии вручения премии «Грэмми». Она была номинирована на Лучшее рэп исполнение, однако проиграла «Not Afraid» Эминема. Сам альбом My Beautiful Dark Twisted Fantasy смог попасть в номинации лишь через год, на 54-й церемонии вручения «Грэмми», где он и композиции с него выиграли три награды.

## Использование
Композиция «Power» была использована в ряде трейлеров к фильмам, таким как «Социальная сеть» Дэвида Финчера, «Области тьмы» Нила Бёргера, «Город порока» Аллена Хьюза, «Фантастическая четвёрка» Джоша Транка, а также в трейлере сериала «Улица потрошителя». Помимо этого она была использована в саундтреках к фильму Софии Копполы «Элитное общество» и сериалу «Сплетница». «Power» использовалась в компьютерной игре Saints Row: The Third. По мнению сайта Kotaku, данная композиция играет в ней ключевую роль и компания Volition, разработчик игры, не смогла бы найти более подходящую для данной игры композицию. Также она была использована в трейлере к игре Forza Motorsport 4.

## Чарты и сертификации
| Чарт (2010)                     | Высшая позиция |
| ------------------------------- | -------------- |
| Ultratip                        | 39             |
| UK R&B Chart                    | 10             |
| UK Singles Chart                | 36             |
| Deutsche Black Charts           | 4              |
| Canadian Hot 100                | 49             |
| Billboard Hot 100               | 22             |
| Billboard Hot R&B/Hip-Hop Songs | 22             |
| Billboard Rap Songs             | 14             |
| Billboard Hot 100 Airplay       | 55             |
| Чарт (2011)                     | Высшая позиция |
| Irish Singles Chart             | 30             |
| Чарт (2013)                     | Высшая позиция |
| SNEP                            | 124            |

| Страна               | Сертификат    | Продажи   |
| -------------------- | ------------- | --------- |
| Великобритания (BPI) | Серебряный    | 200 000   |
| США (RIAA)           | 2× Платиновый | 2 000 000 |